# Studzianek (województwo łódzkie)
Studzianek – wieś w Polsce położona w województwie łódzkim, w powiecie rawskim, w gminie Biała Rawska.
Wieś wymieniana w 1579 r. jako Studzionek. Wieś szlachecka Studzionek położona była w drugiej połowie XVI wieku w powiecie bielskim ziemi rawskiej województwa rawskiego.
W latach 1975–1998 miejscowość administracyjnie należała do województwa skierniewickiego.
Studzianek jest średniej wielkości wsią, położoną wśród pól.
Według podziału administracyjnego Kościoła katolickiego Studzianek należy do parafii św. Antoniego Padewskiego w Babsku, wchodzącej w skład dekanatu Biała Rawska, a świątynią parafialną mieszkańców Studzianka jest kościół pw. św. Antoniego Padewskiego w oddalonym o ok. 2,5 km. Babsku.